# Efusão

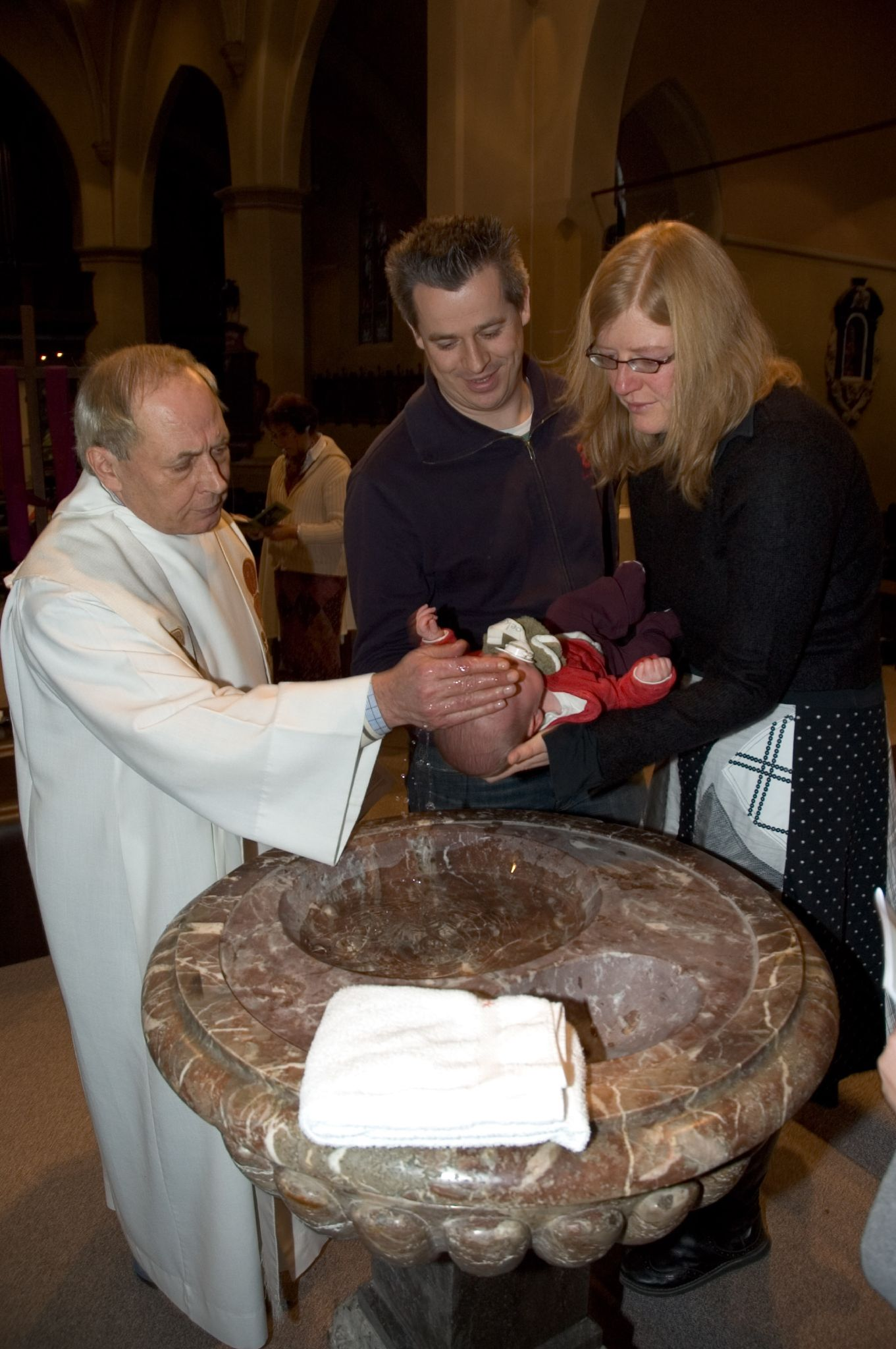
Efusão do infante

Efusão é um método de batismo onde a água é derramada sobre a cabeça da pessoa sendo batizada. A palavra "efusão" vem do latim affusio, que significa "derramar sobre". Efusão é um dos quatro métodos de batismo utilizados pelos cristãos, que também incluem imersão (total, triplo ou parcial) e aspersão.
As denominações cristãs que batizam por efusão não negam a legitimidade do batismo por imersão; em vez disso, consideram que a efusão é um método suficiente, embora não necessariamente preferível, de batismo. A efusão e aspersão tendem a ser praticadas por denominações cristãs que também praticam o batismo infantil. Isso pode ser devido às dificuldades práticas e perigos de afogamento e hipotermia associados à imersão total de um bebê em água fria. No entanto, os Ortodoxos Orientais e alguns Católicos Romanos praticam a imersão infantil (embora, devido à sua teologia diferente do pecado original e crenças historicamente diferentes sobre o destino eterno dos bebês que morrem antes do batismo, os Ortodoxos Orientais geralmente adiam o batismo até que o bebê tenha pelo menos 40 dias de idade, o que diminui consideravelmente os perigos da imersão). Amish, Menonitas da Antiga Ordem e Menonitas Conservadores ainda praticam o batismo por efusão.

## História
A efusão tornou-se a prática padrão na igreja ocidental por volta do século 10, mas já era utilizada muito antes. A primeira referência explícita ao batismo por afusão ocorre na Didaquê (c. 100 d.C.), cujo sétimo capítulo fornece instruções sobre como batizar, que incluem a afusão:

…Mas se não tiveres água corrente, batiza em outra água; e se não puderes fazer isso em água fria, faze-o em água morna. Mas se não tiveres nenhuma delas, derrama água três vezes sobre a cabeça em nome do Pai, do Filho e do Espírito Santo. (Ênfase adicionada)
Este texto implica que os primeiros cristãos viam a efusão como uma alternativa viável à imersão quando nenhuma água viva (ou seja, água corrente como um rio ou fonte) ou água fria estava disponível.
Atos de vários mártires mostram que muitos foram batizados na prisão, enquanto aguardavam o martírio; a imersão teria sido impossível. O uso mais comum, no entanto, era para pessoas doentes ou moribundas que não podiam levantar-se de suas camas. Consequentemente, era conhecido como "batismo dos enfermos". Receber este batismo era considerado um impedimento às Ordens Sagradas, mas isso decorria do fato de a pessoa ter adiado o batismo até o último momento—uma prática que no século IV se tornou comum, com pessoas se inscrevendo como catecúmenos mas não sendo batizadas durante anos ou décadas. Embora a prática fosse criticada na época, a intenção da crítica não era incentivar o batismo por imersão, mas evitar o adiamento do batismo.

## Efusão e a Bíblia
No livro de Atos do Novo Testamento, fala-se de um "derramamento" do Espírito Santo (Atos 2:17,18,33; Atos 10:45). No entanto, nenhum desses versículos se refere diretamente ao batismo. Isso também pode indicar que o conceito de batismo de Lucas inclui, ou permite, o batismo por derramamento. Por exemplo, em Pentecostes, os discípulos foram batizados com o Espírito Santo tendo o Espírito "derramado" sobre eles do céu, não sendo mergulhados no Espírito Santo até estarem completamente imersos.
Os submersionistas dizem que passagens como estas não falam diretamente da questão do batismo com água porque são, estritamente falando, sobre o batismo com o Espírito Santo. Os afusionistas pensam que elas se aplicam indiretamente ao batismo com água, entretanto, por dizerem algo sobre o conceito geral de batismo, independentemente de o meio de batismo ser água ou Espírito.
Os afusionistas veem mais evidências de que o conceito de batismo de Lucas inclui o derramamento, observando uma possível conexão adicional entre o batismo com água e o batismo com o Espírito Santo. Em Atos 10, os crentes com Pedro estão "perplexos por terem visto que o dom do Espírito Santo fora derramado até sobre os gentios" (Atos 10:45). Pedro responde dizendo: "Pode alguém negar a água e impedir que sejam batizados estes que, como nós, receberam o Espírito Santo?" (Atos 10:47).
Os afusionistas interpretam Pedro como dizendo "tendo o Espírito derramado sobre eles, estas pessoas já foram batizadas com o Espírito, então por que não batizá-las realmente com água". Eles entendem que as palavras de Pedro implicam que o batismo com água é uma imagem simbólica do batismo com o Espírito Santo. Se isso estiver correto, argumentam os afusionistas, então o batismo com água deveria ser, ou, pelo menos, pode ser, por derramamento, porque o batismo com o Espírito Santo do qual é uma imagem ocorre por derramamento.
Também é digno de nota para os afusionistas que, em Lucas 11:38, a palavra ἐβαπτίσθη [ebaptisthē] é usada no grego e baptizatus é usada no latim. Ambas as palavras são usadas, em outras passagens, para significar batismo. Mas naquele versículo de Lucas, a "lavagem" referida é parcial, como a efusão.